# لويس ميغيل (لاعب كرة قدم برتغالي)
لويس ميغيل هو لاعب كرة قدم برتغالي في مركز الوسط، ولد في 9 أكتوبر 1979 في غيمارايش في البرتغال. لعب مع موريرينسي ونادي إكستريمادورا ونادي غوندومار وAcadémico de Viseu F.C. ‏ ونادي تيرسينس ‏ وAPOP Kinyras FC ‏ وF.C. da Madalena ‏ وSC Mirandela ‏ وإينوسيس نيون باراليمني ‏.